# Marie-André Merle
Marie-André Merle, nacido el 27 de septiembre de 1754 en Lons-le-Saulnier (Jura), fallecido el 6 de diciembre de 1793 en Lyon (Rhône), fue un abogado y político francés. En 1789 fue elegido diputado del Tercer Estado de la alguacilazgo de Mâcon a los Estados Generales.

## Biografía
Proveniente de una familia de notarios de Saint-Amour, en el Jura, licenciado en derecho en Besançon, es en 1775 abogado en Lons-le-Saulnier.
Casado en 1779 con la hija de un fiscal de la alguacilazgo de Mâcon, se instaló en esta ciudad. Se unió a la masonería en la logia de la "Unión Perfecta". En mayo de 1788, obtuvo el cargo de alcalde perpetuo de Mâcon. El duro invierno de 1788-1789 le permitió adquirir gran popularidad entre la gente común, practicando una política de asistencia e imposición del precio del pan y favores a las corporaciones.
El 29 de marzo de 1789, fue elegido segundo diputado del tercer estado del Bailliage de Mâcon. Renunció a su cargo de alcalde para sentarse en Versalles. Dependería de él elegir Mâcon como capital del nuevo departamento de Saône-et-Loire, siendo asignada la ciudad de Autun como sede episcopal. Políticamente clasificado primero a la izquierda de la Asamblea Constituyente, un diputado bastante activo, luego hizo un viaje de regreso de los jacobinos al club de Feuillants.
Reelegido alcalde de Mâcon el 27 de enero de 1790, estando ausente de la ciudad, se convirtió, al final de su mandato como diputado, en fiscal general síndico del departamento de Saône-et-Loire.
En septiembre de 1792 fue elegido miembro de la Convención, pero se negó por razones de salud. Enfrentado a desórdenes durante el invierno de 1792-1793, cerca de la Girondinos, se convirtió en sospechoso y siguió siéndolo, aunque se puso del lado de los jacobinos en junio de 1793.
Destituido en la caída de sus funciones como Fiscal General-Síndico por una orden de 26 de septiembre de 1793 a causa del federalismo y la aristocracia, fue arrestado el 16 de octubre siguiendo y encarcelado en las Ursulinas. Será trasladado a la comisión revolucionaria de Lyon, donde será condenado a muerte el 14 de Frimario Año II (4 de diciembre de 1793). Será ejecutado al día siguiente, fusilado con otras 207 víctimas en un prado cerca del Ródano. Una muerte trágica: primero ametrallado, Merle logra escapar, su muñequera con la cuerda que unía a todas las víctimas ha sido cortada por una astilla; perseguido en los viñedos vecinos, será masacrado con sables y su cuerpo arrojado, con los demás, a la fosa común.